# Acequia Mayor
La Acequia Mayor (en catalán: Sèquia Major) es una Zona Especial de Conservación (ZEC) situado en la provincia de Tarragona, comunidad autónoma de Cataluña, España. El espacio natural tiene una extensión de 54 ha y fue propuesto en diciembre de 1997 como Lugar de Importancia Comunitaria, aprobado en 2006 y transformado definitivamente en ZEC en 2014. Es un pequeño espacio natural protegido por el Plan de Espacios de Interés Natural (PEIN) de la Generalidad de Cataluña y forma parte de la red de Natura 2000, incluye un canal de aproximadamente un kilómetro de longitud que presenta el interés de ser una muestra residual del resto de antiguos humedales así como de dos zonas inundables, una en el extremo suroeste de la acequia y la otra en el extremo norte, se encuentra en el municipio de Vilaseca.

## Geografía
La Acequia Mayor y los antiguos canales colaterales de drenaje son alimentados principalmente por la aportación de aguas freáticas. La zona corresponde a un acuífero poroso, fruto de depósitos aluviales del cuaternario, detríticos de poco diámetro y con matriz llimoarcilosa.
En cuanto a las aguas, se consideran aguas estancadas oligomesotròfiques, duras, con vegetación bentónica de carofíceas -hábitat de interés comunitario-. Por último, también se pueden encontrar comunidades halófilas de suelos de humedad muy fluctuante, pertenecientes al hábitat de interés comunitario prioritario-.

## Flora
En cuanto a la vegetación, en este espacio predominan los humedales con carrizales turbosos basófilos dominados por mansegar (Cladium mariscus), juncales y herbazales graminoides húmedos, mediterráneos, del Molinio-Holoschoenion y juncales halófilos mediterráneos. También se encuentran especies como los álamos (Populus alba), los tarajes (Tamarix). Los sauces (Salix alba) y matorrales meridionales de ramblas, arroyos y lugares húmedos.

## Fauna
El principal interés en cuanto a fauna de este espacio es la presencia de determinadas singularidades faunísticas, como el fartet (Aphanius iberus), con una población consolidada y localizada al sur del espacio en unos pequeños canales aislados de la Acequia Mayor. También se puede encontrar el galápago europeo (Emys orbicularis), con una de las poblaciones mejor conservadas de Cataluña. El mantenimiento de las aguas limpias ha permitido la conservación de estas especies.
|  |  |

## Impactos
Referentes a los impactos que sufre el espacio destaca la elevada frecuentación del espacio, la contaminación de las aguas y la presión urbanística de su entorno. Referente a su gestión, en octubre de 2006 se firmó entre el Departamento de Medio Ambiente y Vivienda de Cataluña, el ayuntamiento de Vilaseca y el parque temático PortAventura Park, un convenio para gestionar el espacio del PEIN. Esta gestión pretende el control de las actividades y visitas del espacio, la recuperación de comunidades vegetales y poblaciones de la fauna de interés, redactar y aprobar un plan espacial de ordenación, así como el mantenimiento de la misma acequia, la laguna, las plantaciones , los caminos de peatones y las infraestructuras.